# Jennings, Maryland
Jennings är en så kallad census-designated place i Garrett County i Maryland. Vid 2020 års folkräkning hade Jennings 99 invånare.